# Bernd Gröne
Bernd Gröne (né le 19 février 1963 à Recklinghausen) est un coureur cycliste allemand.

## Biographie
Médaillé de la course en ligne aux Jeux olympiques de 1988 à Séoul, il a ensuite été coureur professionnel de 1989 à 1995 au sein de l'équipe Stuttgart, devenue la Telekom en 1991. Durant cette période, il a notamment remporté une étape du Tour d'Espagne 1990 et été champion d'Allemagne sur route en 1993. En 2007, dans un contexte de révélations sur les pratiques dopantes au sein de l'équipe Telekom, il dit avoir dû faire face au choix entre prendre de l'EPO et arrêter sa carrière, optant pour la deuxième alternative en 1995.

## Palmarès

### Palmarès amateur
- 1984
  -  Champion d'Allemagne du contre-la-montre par équipes amateurs
  - 1re étape du Tour de Normandie

- 1985
  - 2e du championnat d'Allemagne du contre-la-montre par équipes amateurs
  - 3e du championnat d'Allemagne sur route amateurs

- 1986
  -  Champion d'Allemagne du contre-la-montre par équipes amateurs
  - 2e étape du Tour de Basse-Saxe
  - 7e étape du Grand Prix Guillaume Tell
  - 2e du championnat d'Allemagne sur route amateurs

- 1987
  - 2e étape du Tour de Rhénanie-Palatinat
  - 2e du Gran Premio della Liberazione
  - 2e du championnat d'Allemagne du contre-la-montre par équipes amateurs
  - 5e du championnat du monde du contre-la-montre par équipes

- 1988
  -  Champion d'Allemagne sur route amateurs
  - Gran Premio della Liberazione
  - 1re étape du Tour de Rhénanie-Palatinat
  -  Médaillé d'argent de la course en ligne aux Jeux olympiques
  - 3e du championnat d'Allemagne du contre-la-montre par équipes amateurs

### Palmarès professionnel
- 1990
  - 14e étape du Tour d'Espagne

- 1993
  -  Champion d'Allemagne sur route

## Résultats sur les grands tours

### Tour de France
1 participation
- 1992 : non-partant (5e étape)

### Tour d'Espagne
2 participations 
- 1990 : 121e, vainqueur de la 14e étape
- 1991 : abandon (10e étape)

### Tour d'Italie
2 participations 
- 1992 : 144e
- 1993 : abandon (13e étape)

## Distinctions
- Cycliste allemand de l'année : 1988